# Chilabothrus gracilis
Chilabothrus gracilis är en ormart som beskrevs av Fischer 1888. Chilabothrus gracilis ingår i släktet Chilabothrus och familjen Boidae.
Arten förekommer på Hispaniola. Honor lägger inga ägg utan föder levande ungar.

## Underarter
Arten delas in i följande underarter:
- C. g. gracilis
- C. g. hapalus